# 鈴村みゆう
鈴村 みゆう（すずむら みゆう、1993年2月17日 - ）は、日本のAV女優。
宮崎県出身、ティーパワーズ所属。

## 略歴・人物
2013年にデビューした、ショートカットで貧乳のロリ系AV女優。
趣味は、カラオケ、吹奏楽。

## 作品

### アダルトDVD
2013年
- 今まで女として見ていなかった幼なじみの貧乳パイスラ（6月20日、アイエナジー）
- 美少女即ハメ白書 13（6月21日、デジスタ） 他出演：宗方志穂、更田まき、中島ゆりあ
- 京都なまりのある妻の連れ子 お父さん教えて 逆夜這い（6月21日、夜這い） 他出演：萩原くるみ、中谷美結
- 淫乱美熟女 極太ディルドオナニー Vol.3（7月5日、熟オナ専科） 他出演：矢沢りょう、吉村杏菜、清水えりか
- 夏場の貧乳チラ見え女子は見られることに興奮し、その羞恥心から股間を濡らす! 2（7月11日、DOC） 他出演：上地霧、高藤一花
- 女子校生15人オマ○コ指入れぴちゃぴちゃ自画撮りオナニー vol.12（7月15日、プリモ） 他出演：牧瀬ひかり、原千草、山下優衣、笹宮あずさ、新里やこ、五十嵐純子、田村優衣、大桃りさ、向井百合子、元山はるか ほか
- Street Snap+ in原宿 01（7月19日、フルセイル）
- JKおまんこドUPオナニー 4（7月19日、OFFICE K'S） 他出演：葵こはる、小滝みい菜、大橋るり、藤北彩香、和久井りん
- パンストフェティッシュ倶楽部 VOL.3 愛液が濡れ染みるパンストま●こ（7月19日、OFFICE K'S） 他出演：吉美さあや、宮間葵、和久井りん、清水えりか
- 制服少女と淫行 03（8月1日、フルセイル）
- 女子校生ぬる×2おま●こオナニー VOL.14（8月2日、虎堂） 他出演：若菜亜衣、森川ななせ、吉村杏菜、星乃ゆう、清水えりか、葵こはる
- 復活!!元祖マジックミラー号 街行く可愛い一般お嬢さ〜ん!! 超高級ソープ嬢になって男をイカせるソープテクを磨いてみませんか!?（8月8日、SODクリエイト） 他出演：朝比奈みくる、有本紗世、吉見りいな ほか
- 3日間滞在して、寝食を共にする超高級美少女ソープ（8月8日、アイエナジー）
- 120%リアルガチ軟派伝説 vol.03 in 姫路（8月9日、プレステージ）
- 密着しながら全身くまなく丁寧にマッサージしてくれる人気の出張マッサージ店で、チンコが勃起したならお客様の金玉から精子を絞り出しちゃうドスケベなお姉さん（8月14日、OFFICE K'S） 他出演：和久井りん、吉村杏菜、向井恋
- キミだけに語りかけ! ロリっ娘20人! オマ●コぴちゃぴちゃ指入れ自画撮りオナニー 4時間DX vol.07（8月16日、ロリ専科） 他出演：中谷美結、水野さやか、原千草、本澤朋美、小林るな、小泉ミツキ、南梨央奈、浅之美波、瞳、綾瀬ルナ、蒼乃ミク、木崎実花、小西まりえ、加藤はるき、有本紗世、矢部ひまり、荒木まい、西園寺れお、天音こころ
- 街で見かける気になる娘 11（8月22日、フルセイル）
- 肉壷堕ち 演劇部 みゆう（8月26日、ラマ）
- 夏の解放区 ビキニギャル海の家で無料オイルマッサージ体験 2（8月30日、H2 PROJECT） 他出演：桜井あゆ ほか
- 人間観察ドキュメント 01 ネットで話題の個人レッスン出張サービス。を行っている美人講師を、強引にヤる。 5人 検証の、4時間。（9月3日、プレステージ） 他出演：松井加奈、益若エリカ ほか
- 「揉んだら大きくなる」と信じ込んでいる貧乳ウブ娘はどうしても巨乳になりたいのか、男として見ていない僕に「胸揉んでょ!」とお願いしてきた!!人一倍感度が高い貧乳を優しく揉んであげていると次第に彼女の口から熱い吐息が…。（9月3日、DOC） 他出演：桜井あゆ、石井ゆりこ、上地霧
- 姉夜這い中出し盗撮レイプ（9月6日、S-CRIME） 他出演：桜井あゆ、芹沢つむぎ
- 女子校生露出オナニー VOL.3（9月6日、虎堂） 他出演：松下ひかり、斉木ゆあ、木崎実花、友利ルナ、住田みく
- レズ友100人出来るかな!? 女の子だけの素人レズナンパ! パート2（9月10日、ホットエンターテイメント） 他出演：水澤まお、大槻ひびき、宮間葵
- 九州の奥様とナマ中出しSEX! 夫が仕事に行っている間に妻がしていることとは?（9月13日、S級素人） 他出演：北川美緒、島崎りか
- 密着汗! 汁滴る美少女レズ（9月19日、レズれ!） 共演：桜井あゆ
- 「謝礼を出すのでドラマを観て感想を聞かせて下さい。」とモニターをお願いしAVを観せイタズラをしてみました!!（9月20日、最強） 他出演：桜井あゆ、芦名ユリア、冴島かおり、瀧川花音、初美沙希 ほか
- 人妻オマンコどアップアクメ（9月25日、AVS Collector's） 他出演：木崎実花、松下ひかり、桜井あゆ
- 人妻美尻ディルドオナニー 其の3（9月26日、タカラ映像） 他出演：向井恋、浦友佳、友田彩也香
- 人妻ナンパ 近所で評判の美人奥さまを公園でGET 2（9月28日、なでしこ） 他出演：南梨央奈、陽咲花音、美泉咲
- 恥じらうウブな美人セレブ妻にセンズリ見せつけたら興奮した（9月27日（レンタル）/10月25日（セル）、メディアバンク） 他出演：桜井あゆ、美泉咲、橘ひなた、甲斐ミハル、陽咲花音、宇沙美りの
- 高時給バイトに集まって来た素人娘に「キモ男を虐めてください!」とお願いしたら意外にも本性丸出しでヤってくれました 4時間（10月1日、最強） 他出演：椎名ゆな、滝川かのん、篠田彩音 ほか
- パンツを見せつけエッチをおねだりする欲望少女（10月1日、TOY GIRL）
- 新 センズリ見てたら興奮しちゃった素人娘 VOL.11（10月4日、OFFICE K'S） 他出演：葵こはる、Sumire、桐原さとみ、吉見りいな、新山かえで
- カワイさ盛れてるギャル女子校生 5時間 SEVEN GIRLS COLLECTION Vol.1（10月11日、BAZOOKA） 他出演：蒼乃かな、美月優芽、乙葉ななせ、滝川かのん ほか
- 上手すぎるフェラ 素人娘の驚きのフェラチオテクニック集めました。 VOL.5（11月1日、OFFICE K'S） 他出演：茜梨乃、南梨央奈、葵こはる、長谷川しずく ほか
- 美少女たちの下品なガニ股アクメ（11月1日、OFFICE K'S） 他出演：小滝みい菜、葉月可恋、篠宮ゆり
- 仲良し女子校生の危険な遊び 隠れて楽しむ恥ずかし過ぎる野外レズビアン（11月9日、ヒビノ） 共演：葉月可恋
- ノーモザイク・レズビアン（11月9日、LADY♀♀LADY） 共演：桜井あゆ 他出演：原千草、北川エリカ、有村千佳、矢沢りょう、北条麻妃、音無かおり
- ブルマー少女をねぶり尽くす（11月13日、ラマコス）
- メガネで地味な娘が働く普通のマッサージ屋さんで勃起したチンコを見せつけたらどうなるか検証してみた!（11月15日、虎堂） 他出演：葉月可恋、小滝みい菜、篠宮ゆり
- 全身バキュームフェラチオ 私のエッチなしゃぶり方（11月22日、TOY GIRL） 他出演：さくら悠、生駒はるな、椿かなり、友田彩也香
- 国民的アイドル M-girls 誘惑大乱交 4時間SPECIAL 〜今どきアイドル達が業界タブーの枕営業〜（12月1日［DVD,Blu-ray］、MOODYZ） 共演：友田彩也香、有村千佳、初美沙希、葵こはる、湊莉久、長谷川しずく、阿部乃みく、吉川いと、乙葉ななせ

### WEB
- LOVEPOP
- デジグラ